# Finklippning
Finklippning är en metod för att klippa (stansa) detaljer ur ett plåtämne. Speciella pressar används för att få detaljer som har ren klippyta utan brottanvisningar, vilket är kännetecknet för finklippta detaljer.

## Historik
Tekniken för finklippning, eller finstansning som den ibland kallas i dagligt tal, utvecklades av schweizaren Fritz Schiess i början på 1920-talet och beskrevs första gången offentligt 1923 i en tysk patentskrift. Senare följde patent i Schweiz, Frankrike, England och USA. Den nya tekniken kom i första hand att användas inom kontorsmaskinindustrin för att snabbt följas av klockindustrin och andra branscher med krav på precisionstillverkade detaljer. Till Sverige kom tekniken i början på 1960-talet då Turon AB i Varberg och Maskin Elektro AB i Ulricehamn införskaffade sina första finklippningspressar. Bolagen gick senare samman och bytte namn till Precomp Solutions AB, vilket idag är Nordens enda bolag med finklippning som specialitet. [källa behövs]

## Finklippningstekniken
Till skillnad mot traditionell stansning hålls materialet fast vid finklippning. Detta görs med hjälp av dels en ringeggsförsedd tillhållare, dels ett speciellt mothåll. Eftersom materialet hålls fast redan innan stansen tränger in i ytskiktet på materialet minskas därmed risken för att materialet rör sig under klippoperationen. Tack vare detta undviks deformationer av hål och spår på grund av de sidokrafter som alltid uppstår, speciellt vid oregelbundet formade detaljer. Eftersom materialet vid klippningen kläms mellan mothållaren och stansen blir detaljen vid denna metod betydligt planare. Denna fixering av materialet gör det även möjligt att klippa exempelvis hål, spår och utskjutande tungor vilka har betydligt mindre diameter/bredd än materialtjockleken.
Karaktäristiskt för detaljer som är finklippta är en ren klippyta utan brottanvisningar.
Rörelse- och fasthållningsfunktionerna i de speciella pressar (Feintool och Schmid) som används för finklippning ger även möjligheter att utforma verktygen så att försänkningar, präglingar och bockningar kan utföras i samma operation som klippningen. Detta innebär att antalet operationer och verktyg kan reduceras i jämförelse med traditionell bearbetning vilket har stor betydelse för den totala produktionsekonomin.

## Användningsområden
- Detaljer där snittytan, eller delar av den, används som funktionsyta till exempel kuggsegment, kurvor, lagergångar, styr- och glidytor.
- Detaljer med höga krav på måttoleranser, snittytans vinkelräthet och ytfinhet.
- Detaljer med smala sektioner där verktygshaveri kan befaras vid traditionell stansning.
- Detaljer med dynamisk påkänning där traditionell stansning ger upphov till materialbristningar med haveri som följd.
- Detaljer med bockar och präglingar, där deformation från en efterföljande bocknings- eller präglingsoperation inte kan tillåtas.
- Detaljer med enkel eller dubbelsidiga hålförsänkningar där dessa utformas så att de kan utföras i samband med klippningen.
- Detaljer med delvis genomklippning och tapptryckning där exempelvis tapparna används för att eliminera separata nitar eller tjänar som fixeringselement vid montering mot annan detalj.
- För detaljer där planhetskrav inte kan innehållas vid traditionell stansning.